# 绰纳河
绰纳河，位于中华人民共和国黑龙江省西北部呼玛县境内，是呼玛河右岸支流，发源于呼玛县西部大兴安岭伊勒呼里山北坡，干流呈S形自西向东流，经兴隆办事处的十四站、宝泉沟等地，于二道盘查村汇入呼玛河。河流全长171千米，流域面2240平方千米。年均径流量8.53亿立方米。绰纳河流域森林密布，林中沼泽广布。上游设立有绰纳河国家级自然保护区，是中国唯一的位于寒温带与温带植物区系交错过渡地带的保护区，保护区内的湿地中水产资源丰富，栖息有乌苏里白鲑、哲罗鱼、黑龙江茴鱼等珍贵鱼类。